# Comté de Rhea
Le comté de Rhea est un comté de l'État du Tennessee, aux États-Unis, fondé en 1807.